# Maison au 15, rue de Strasbourg à Molsheim
La maison au 15, rue de Strasbourg est un monument historique situé à Molsheim, dans le département français du Bas-Rhin.

## Localisation
Ce bâtiment est situé au 15, rue de Strasbourg à Molsheim.

## Historique
L'édifice fait l'objet d'une inscription au titre des monuments historiques depuis 1929.